# Duque de Leuchtenberg
Duque de Leuchtenberg foi um título criado por duas vezes pelos monarcas da Baviera para parentes seus.

## Primeira criação
A primeira criação, foi efetuada por Maximiliano I, Eleitor da Baviera para o seu filho Maximiliano Filipe Jerónimo, Duque da Baviera-Leuchtenberg, morto sem geração pelo que, pela sua morte, o ducado foi reintegrado na Baviera, governada então por seu sobrinho, o Eleitor Maximiliano II Emanuel.

## Segunda criação
O Ducado de Leuchtenberg foi recriado pelo rei Maximiliano I José da Baviera em 14 de novembro de 1817 e atribuído ao seu genro Eugênio de Beauharnais. Eugênio era o enteado adoptado do deposto imperador Napoleão I de França, e Eugênio fora seu herdeiro no Grão-Ducado de Frankfurt e, por um breve período, no Reino de Itália. O rei Maximiliano I da Baviera compensou o seu genro após a perda dos outros títulos incluíndo-o na linha de sucessão ao trono da Baviera, logo após os descendentes em linha masculina da casa real, com precedência logo após a Família Real.
Eugênio detinha ainda o título honorífico bávaro de Príncipe de Eichstätt, que foi abandonado pelo 4.º Duque em 1855. A 14 de julho de 1839, o Imperador Nicolau I da Rússia atribuíu o tratamento russo de Alteza Imperial ao 3.º Duque, Maximiliano, que casara com a sua filha, a Maria Nikolaevna da Rússia.
Nicolau, 4.º Duque de Leuchtenberg, foi feito Duque de Leuchtenberg como título russo em 1890 por Alexandre III da Rússia, uma vez que, nessa altura, eles faziam parte da família imperial alargada. Esta criação elevou o seu tratamento de Alteza Sereníssima para Alteza Imperial, podendo ser usado por todos os descendentes em linha masculina de Nicolau desde que nascidos de casamentos de grau equivalente. Tratava-se de um titulo honorário, sem quaisquer terras ou função governativa associado; o tratamento era de "Duque von Leuchtenberg, de Beauharnais".
Após a morte do 8.º duque em 1974, extinguiram-se os herdeiros com estatuto dinástico; o casamento dos pais do 8.º Duque foi o último casamento dinástico (de estatuto igual) da Casa de Beauharnais. O título é reclamado por Nicolau de Leuchtenberg (nascido em 1933), herdeiro senior da Casa descendendo do 4.º Duque por um casamento morganático, cujo filho Nicolau (1868–1928) recebeu o título de Duque de Leuchtenberg (ramo Russo) por um édito do imperador Alexandre III da Rússia, em 1890.

## Lista de Duques

### Duques de Leuchtenberg (1650-1705)
| Nome                                  | Retrato | Nascimento                                                                                                   | Casamento                                                 | Morte                                             |
| ------------------------------------- | ------- | --- | --------------------------------------------------------- | ------------------------------------------------- |
| Maximiliano Filipe Jerónimo 1650–1705 |         | 30 de setembro de 1638 Munique, Baviera filho de Maximiliano I, Eleitor da Baviera e de Maria Ana de Áustria | Mauricia Febronia de La Tour de Auvérnia 1668 sem geração | 20 de março de 1705 Turkheim, Baviera com 66 anos |

### Duques de Leuchtenberg (1817-1974)
| Nome | Retrato | Nascimento | Casamento | Morte                                                      |
| --- | ------- | --- | --- | ---------------------------------------------------------- |
| Eugênio de Beauharnais 1817–1824 Alteza Real a título pessoal Príncipe Francês (1804), Vice-rei da Itália (1805), Príncipe de Veneza (1807), herdeiro do Grão-Ducado de Frankfurt (1810)                                |         | 3 de setembro de 1781 Paris, França filho de Alexandre, Visconde de Beauharnais e de Josefina Tascher de la Pagerie              | Augusta da Baviera 14 de janeiro de 1806 7 filhos                                                                                  | 21 de fevereiro de 1824 Munique, Baviera com 42 anos       |
| Augusto de Beauharnais 1824–1835 Alteza Sereníssima, criado Alteza Imperial e Real pelo seu sogro Duque de Santa Cruz (1829), Príncipe Consorte de Portugal (1834)                                                      |         | 9 de dezembro de 1810 Milão, Lombardia, Itália filho de Eugênio de Beauharnais e de Augusta da Baviera                           | Maria II, Rainha de Portugal 1 de dezembro de 1834 sem geração                                                                     | 28 de março de 1835 Lisboa, Portugal com 24 anos           |
| Maximiliano de Beauharnais 1835–1852 Alteza Sereníssima, tratamento de Alteza Imperial atribuído pelo seu sogro |         | 2 de outubro de 1817 Munique, Baviera filho de Eugênio de Beauharnais e de Augusta da Baviera                                    | Gã-Duquesa Maria Nikolaevna da Rússia 2 de julho de 1839 7 filhos                                                                  | 1 de novembro de 1852 Saint Petersburg, Rússia com 35 anos |
| Nicolau Maximilianovich de Beauharnais 1852–1891 Alteza Imperial |         | 4 de agosto de 1843 filho de Maximiliano de Beauharnais e de Maria Nikolaevna da Rússia                                          | Nadezhda Sergeevna Annenkova (morganático) outubro de 1868 2 filhos                                                                | 6 de janeiro de 1891 Paris, França com 47 anos             |
| Eugênio Maximilianovich 1891–1901 Alteza Imperial |         | 8 de fevereiro de 1847 Saint Petersburg, Rússia filho de Maximiliano de Beauharnais e de Maria Nikolaevna da Rússia              | Daria Opotchinina (morganático) 20 de janeiro de 1869 1 filha Zinaida Skobeleva (morganático) 14 de julho de 1878 sem descendência | 31 de agosto de 1901 Saint Petersburg, Rússia com 54 anos  |
| Jorge Maximilianovich de Beauharnais 1901–1912 Alteza Imperial |         | 29 de fevereiro de 1852 Saint Petersburg, Rússia filho de Maximiliano de Beauharnais e da Grã-Duquesa Maria Nikolaevna da Rússia | Teresa Petrovna de Oldemburgo 12 de maio de 1879 um filho Anastásia de Montenegro 16 de abril de 1889 2 filhos                     | 16 de maio de 1912 Paris, França com 60 anos               |
| Alexandre Georgievich de Beauharnais 1912–1942 Alteza Imperial; reverted to Alteza Sereníssima following abolition of Russian títulos em 1918; título held in pretense após a abolição da monarquia na Alemanha em 1919 |         | 13 de novembro de 1881 Saint Petersburg, Rússia filho de Jorge Maximilianovich e de Teresa Petrovna de Oldemburgo                | Nadezhda Nicolaevna Caralli (morganático) 22 de janeiro de 1917 sem geração                                                        | 26 de setembro de 1942 Salies-de-Béarn, França com 60 anos |
| Sérgio Georgievich de Beauharnais 1942–1974 Alteza Sereníssima |         | 4 de julho de 1890 Peterhof, Rússia filho de Jorge Maximilianovich e de Anastásia de Montenegro                                  | sem aliança | 7 de janeiro de 1974 Roma, Itália com 83 anos              |